# Catedral Metropolitana Ortodoxa
A Catedral Metropolitana Ortodoxa (também denominada Catedral Ortodoxa Grega de São Paulo, ou ainda também Catedral Ortodoxa Antioquina), é um templo religioso localizada em São Paulo, Brasil, além de ser a sé da Arquidiocese Ortodoxa Antioquina de São Paulo e Todo o Brasil que tem subordinação à jurisdição eclesiástica da Igreja Ortodoxa de Antioquia. É um exemplo de construção arquitetônica bizantina que pode ser apreciado na América do Sul. Seu projeto, cuja edificação teve início da década de 1940, foi inspirado na Basílica de Santa Sofia, construída na então capital do Império Bizantino, Constantinopla (atual Istambul). Seu bispo residencial é Dom Damaskinos Mansour. 
A Catedral Ortodoxa de São Paulo se encontra próxima à alça de acesso à Avenida Paulista, mais precisamente na Rua Vergueiro, 1515, bem próxima a estação de metrô Paraíso. Foi inaugurada em janeiro de 1954 e consagrada pelo Patriarca Elias IV e o Metropolita Ignátios Ferzli em 1978 - em paralelo aconteciam as comemorações do IV centenário da cidade de São Paulo, aliás, sua construção foi dedicada ao apóstolo São Paulo, padroeiro da cidade. E assim se tornou a primeira Arquidiocese Ortodoxa do Trono Antioquino na América do Sul.
Ela é um dos símbolos de pluralidade cultural paulistana, e também faz parte do roteiro turístico da capital, contudo, poucos conhecem seu interior, história e diferencial para com outras igrejas. Também é reconhecida como uma herança de fé do povo cristão árabe no Brasil, assim como também é considerada um orgulho no cenário tão comum aos paulistanos que seguem apressados pelas calçadas da cidade.
Além de tudo, a Catedral também serve de Sé Arquiepiscopal  da Arquidiocese Ortodoxa Antioquina do Brasil que tem subordinação à jurisdição eclesiástica do Patriarcado da Antioquia, sendo responsável pelo serviço religioso ortodoxo antioquino de São Paulo, assim como em todo o Brasil, possuindo templos e outras paróquias espalhadas pelo país.

## História

### Antecedentes
Com o crescimento da Comunidade Árabe no Brasil, diversos jovens procuravam as igrejas latinas para realizar seus deveres de religião, como casamentos, batizados e outros serviços religiosos. Os jovens diziam que a Igreja Ortodoxa Árabe era medíocre e não condizia com a grandiosidade da colônia e do que desejavam a nova geração, de fartura e grandeza. Devido a isso a nova geração começou a se divergir, misturando-se ao ambiente latino, onde se iriam perder sua religião, etnia, idioma e as tradições de seus pais e avós.
Foi então que o bispo decidiu construir uma igreja,imponente, que estivesse de acordo com a grandeza da colônia e seu progresso. Este, seria um pilar de defensa para a continuidade da religião, etnia e idioma. Inclusive, o intuito inicial era que houvesse uma escola, onde,fosse ensinado também o idioma árabe. A partir de então foi fundada uma sociedade denominada ‘Fraternidade de São Paulo’ com Assad Abdalla de presidente, um dos maiores benfeitores da diáspora árabe. Essa foi uma oportunidade de provar para a sociedade de São Paulo, como os imigrantes haviam tido sucesso em seus negócios, construindo assim uma imagem favorável e requintada da colônia.

### Construção

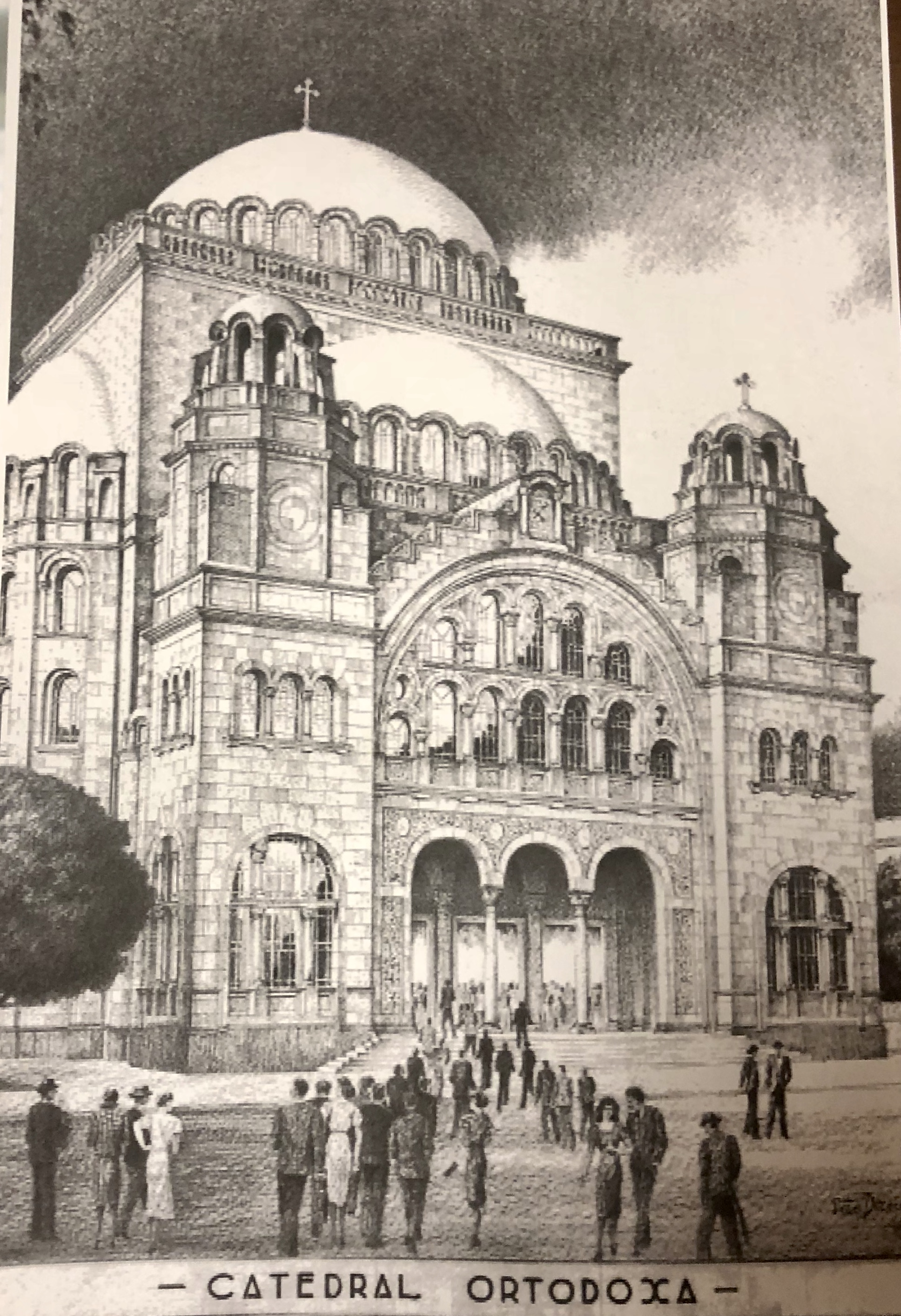
Conceito arquitetônico da catedral

Teve como inspiração principalmente a Basílica de Santa Sofia, que fica em Istambul (Constantinopla), tanto que de início ela deveria ser uma perfeita reprodução da basílica influenciadora, entretanto foi necessário alterar-se alguns pontos específicos, devido as obras do metrô. O ápice de sua edificação até sua inauguração na década de 1950 representa o envolvimento das elites coloniais, as quais se dedicaram em construir um templo adequado a fortuna que haviam acumulado no Brasil.
Ela tem sua arquitetura influenciada pelo período bizantino, é um modelo a ser considerado por toda a América do Sul e também tida como uma das mais grandiosas catedrais ortodoxas de todo o mundo.. Projetada em 1942 pelos arquitetos Francisca Galvão Bueno e Igor Sresnewsky, e construída pelo Engenheiro Paulo Taufik Camasmie com ajuda procedente de doações e subsídios de várias famílias ortodoxas de todo o país, cujo responsável por essa arrecadação foi Assad Abdalla, presidente da irmandade ortodoxa no Brasil. Vários artistas foram responsáveis pela decoração da Catedral no período dos anos 50, porém, Joseph Trabulsi foi nomeado pessoalmente pelo então Rei Faruk do Egito, como o artista responsável principal. Assim ele pintou, com métodos de afresco, a majestosa cúpula dourada central, onde ficam abóbadas centrais e alguns mezaninos laterais, as telas que envolvem as divisões internas, e os vitrais Outro importante participante da concepção dessa igreja foi também o iconógrafo russo Wladimir Krivoutz (1904-1972), que fez todo o esculpido do iconostácio em mármore e seus 65 ícones.
A Catedral conserva uma instituição de ensino e alguns asilos pela cidade de São Paulo, como forma de auxílio a sociedade. Logo após o início da construção da catedral, o censo de 1940 mostrou a presença de cerca de quarenta mil ortodoxos no Brasil. Muito provavelmente que durante este período grande parte dos imigrantes já haviam aderido ao catolicismo, ou apenas desistido de religiões de origem.

### Reformas

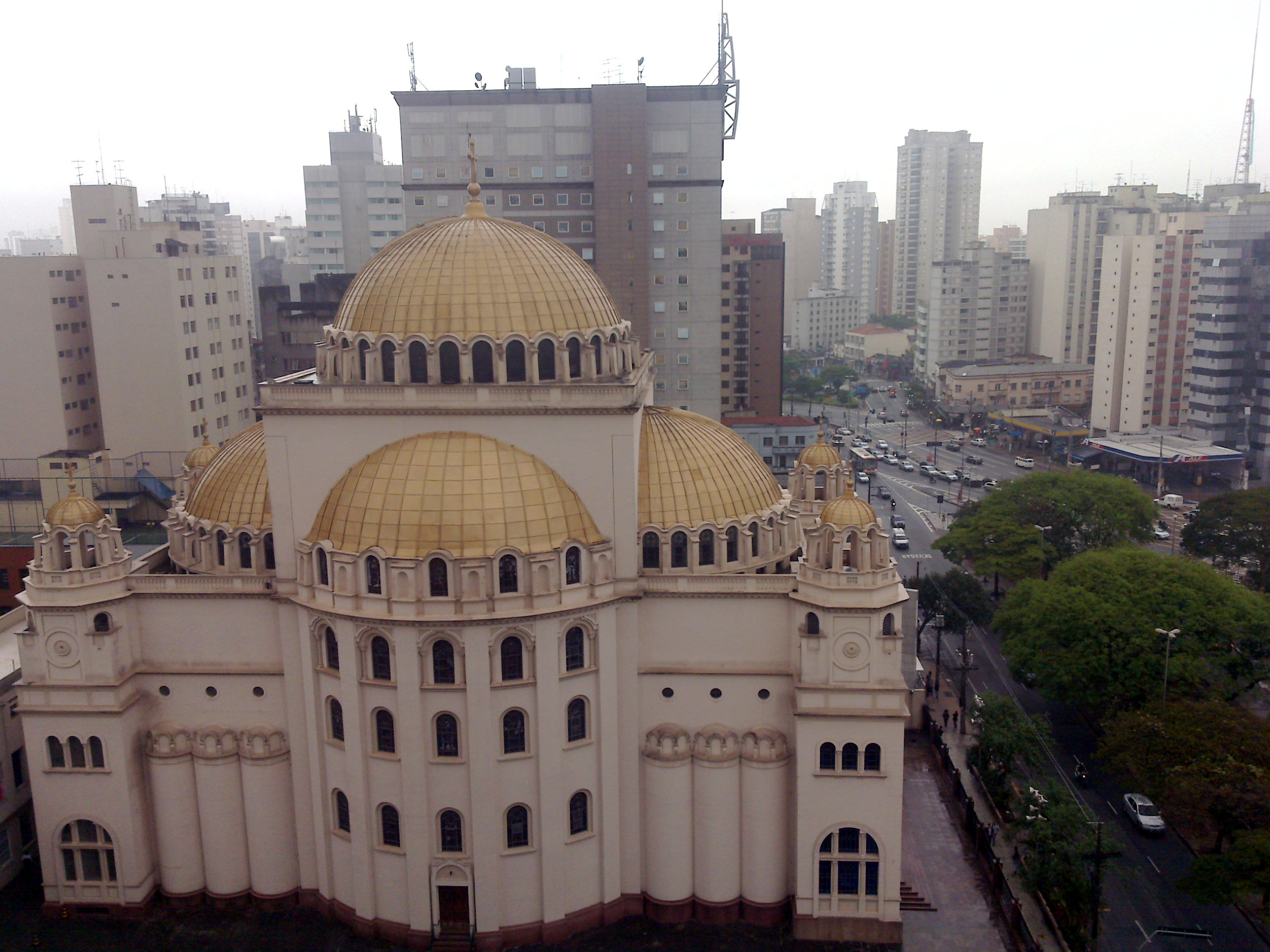
Visão lateral da igreja

A Catedral passou por diversas reformas e por um processo de restauração entre o início de 2000 até 2004. A estrutura foi reforçada, a fachada recuperada e no teto foi incluído a impermeabilização. Novos lustres e luminárias foram instaladas e afrescos originais foram recuperados juntamente com os muros, portas e portões. Também foram cobertos com lâminas de metal as cúpulas, holofotes foram inseridos no centro das torres e o local dos sinos todo restaurado. As paredes laterais e a cúpula do altar foram realizadas por Hannán Houli entre os anos 2000 e 2003.